# Żełominino
Żełominino (ros. Желоминино) – wieś w Rosji, w rejonie grazowieckim obwodu wołogodzkiego. W 2002 liczyła 4 mieszkańców.